# Facultad de Humanidades (Universidad de San Carlos de Guatemala)
El Departamento de Filosofía de la Universidad de San Carlos de Guatemala tiene como misión la formación de profesionales capaces de conocer y analizar la realidad en general, con el  fin de proponer soluciones a los problemas de la sociedad o, al menos, ayudar a su comprensión.
La carrera de Filosofía se propone la formación de profesionales idóneos en Filosofía, capaces de incorporarse a proyectos y equipos de investigación o asesoría, en diversos temas relativos a las distintas áreas del saber humano establecido, así, relaciones interdisciplinarias. Así mismo, se encarga de la formación de docentes en filosofía, ya sea de nivel medio o universitario, pero siempre, vinculándolos  a la tradición intelectual heredada desde los distintos ámbitos  filosóficos y transmitiendo el resultado de este proceso en la docencia, la investigación y la extensión a través de talleres, seminarios y congresos nacionales e internacionales. Su fin último es, pues, formar humanistas con capacidades analíticas y críticas que les permitan incursionar en los distintos campos del saber, siendo capaces de conocer, analizar e interpretar la realidad histórica, ya sea nacional o mundial, pero siempre con la intención de encontrar soluciones a una problemática determinada.
La Filosofía es la disciplina que se ocupa del estudio de problemas en torno al conocimiento, el ser, la existencia, la vida, el lenguaje, la moral, el arte, la verdad, la razón, etc. Es difícil caracterizar la filosofía porque de acuerdo a la corriente filosófica en la que se encuentre adscripto, el filósofo encarna y define su disciplina avanzando siempre en el cuestionamiento de los supuestos que operan en las construcciones usuales o los planteos teóricos y condicionan la construcción de sentidos. La carrera brinda esas diversas perspectivas de abordaje y comprensión de la disciplina a partir tanto, del estudio de la historia de la filosofía, como de cada una de las áreas que la conforman  (metafísica, gnoseología, filosofía política, ética, estética, etc.) sin dejar de problematizar las distintas propuestas que los incontables filósofos han formulado a lo largo de la historia.
La jornada de estudio que ofrece la facultad es:
nocturna, plan diario (17:00 a 19:30 p.m.)
- Datos: Q48790414